# Tamariz de Campos
Tamariz de Campos – gmina w Hiszpanii, w prowincji Valladolid, w Kastylii i León, o powierzchni 37,78 km². W 2011 roku gmina liczyła 75 mieszkańców.